# Юрковиці (Сташовський повіт)
Юрковиці (пол. Jurkowice) — село в Польщі, у гміні Боґорія Сташовського повіту Свентокшиського воєводства.
Населення — 538 осіб (2011).
У 1975-1998 роках село належало до Тарнобжезького воєводства.

## Демографія
Демографічна структура на день 31 березня 2011 року:
|          | Загалом | Допрацездатний вік | Працездатний вік | Постпрацездатний вік |
| -------- | ------- | ------------------ | ---------------- | -------------------- |
| Чоловіки | 272     | 60                 | 188              | 24                   |
| Жінки    | 266     | 57                 | 152              | 57                   |
| Разом    | 538     | 117                | 340              | 81                   |